# Norman Fairclough
Norman Fairclough (/f ɛər k l ʌ f/) (Lancaster, 1941. április 3. –) professzor emerícius a Lancasteri Egyetem nyelvészet és angol nyelv tanszékén.
A szociolingvisztikában alkalmazott kritikus diskurzuselemzés (critical discourse analysis) egyik alapítója. A CDA azzal foglalkozik, hogy a hatalmat hogyan gyakorolják a nyelven keresztül. A CDA tanulmányozza a diskurzust; a CDA-ban ez magában foglalja a szövegeket, beszélgetéseket, videókat és gyakorlatokat.  

## A CDA módszertana
Fairclough tanulmánya, amelyet szövegesen orientált diskurzuselemzésnek (textually oriented discourse analysis) vagy TODA-nak is neveznek, hogy megkülönböztesse azt a filozófiai vizsgálatoktól, amelyek nem tartalmazzák a nyelvi módszertan alkalmazását, különös tekintettel a formálisan nyelvi szöveges tulajdonságok, a szociolingvisztikus beszédműfajok és a formálisan szociológiai gyakorlatok kölcsönös hatásaira. Elemzésének lényege, hogy ha - a Foucauldi elmélet szerint - a gyakorlatokat diszkurzív módon alakítják ki és valósítják meg, akkor a diskurzus belső tulajdonságai, amelyek nyelvi szempontból elemezhetők, értelmezésük kulcsfontosságú elemét képezik. Ezért érdekli Fairclough-t, hogy a társadalmi gyakorlatok hogyan formálódnak diszkurzív módon, valamint a társadalmi gyakorlatok későbbi diszkurzív hatásaiból.

## Hatások
Fairclough elméleteit Mikhail Bakhtin és Michael Halliday befolyásolta a nyelvészetben, és olyan ideológiaelméletek, mint Antonio Gramsci, Louis Althusser, Michel Foucault és Pierre Bourdieu a szociológiában. 

## Díjak
- Dr.phil.hc, Aalborgi Egyetem, 2004[9]
- Tiszteletbeli doktorátus, Jyväskylä Egyetem, Finnország
- A leginkább idézett tudós a 2017-es Lancasteri Egyetemen (82 000)[10]

## Közlemények

### Könyvek
- - Fairclough, Norman (1989). Language and Power. London: Longman.
  - Fairclough, Norman (1992). Discourse and Social Change. Cambridge: Polity Press.
  - Fairclough, Norman (1995). Media Discourse. London: Edward Arnold.
  - Fairclough, Norman (1995). Critical Discourse Analysis. Boston: Addison Wesley.
  - Chouliaraki, Lilie and Norman Fairclough (1999). Discourse in Late Modernity – Rethinking Critical Discourse Analysis. Edinburgh: Edinburgh University Press.
  - Fairclough, Norman (2000). New Labour, New Language? London: Routledge.
  - Fairclough, Norman (2001). Language and Power (2nd edition). London: Longman.
  - Fairclough, Norman (2003). Analysing Discourse: Textual Analysis for Social Research. London: Routledge.
  - Fairclough, Norman (2006). Language and Globalization. London: Routledge.
  - Fairclough, Norman (2007). (Ed.). Discourse and Contemporary Social Change. Bern.
  - Fairclough, Isabela and Fairclough, Norman (2013) Political Discourse Analysis: A Method for Advanced Students. London: Routledge.
  - Fairclough, Norman (2014). Language and Power (3rd edition). London: Longman.
  - Fairclough, Norman (2014). Critical Language Awareness. London: Routledge.

### Folyóiratcikkek
- - Fairclough, Norman (1985). Critical and Descriptive Goals in Discourse Analysis. Journal of Pragmatics 9: 739–763.
  - Fairclough, Norman (1992). Discourse and Text: Linguistic Intertextual Analysis within Discourse Analysis. Discourse and Society 3(2): 193–217.
  - Fairclough, Norman (1993). Critical Discourse Analysis and the Marketisation of Public Discourse: The Universities. Discourse & Society 4(2): 133–168.
  - Fairclough, Norman (1996). A Reply to Henry Widdowson's 'Discourse Analysis: A Critical View'. Language & Literature 5(1): 49–56.
  - Fairclough, Norman (1996). Rhetoric and Critical Discourse Analysis: A Reply to Titus Ensink and Christoph Sauer. Current Issues in Language & Society 3(3): 286–289.
  - Fairclough, Norman (1999). Global Capitalism and Critical Awareness of Language. Language Awareness 8(2): 71–83. Available: <http://www.multilingual-matters.net/la/008/la0080071.htm>.
  - Fairclough, Norman (2000). Discourse, Social Theory, and Social Research: The Discourse of Welfare Reform. Journal of Sociolinguistics 4(2): 163–195.
  - Fairclough, Norman (2000). Response to Carter and Sealey. Journal of Sociolinguistics 4(1): 25–29.
  - Fairclough, Norman (2001). The Dialectics of Discourse. Textus 14(2): 3–10. [Online]. Available (£6.00): <http://www.tilgher.it/textusart_fairclough.html%5B%5D>. [12 June 2002].
  - Fairclough, Norman (2002). Language in New Capitalism. Discourse & Society 13(2): 163–166.
  - Fairclough, Norman (2003). 'Political Correctness': The Politics of Culture and Language. Discourse & Society 14(1): 17–28.
  - Fairclough, Norman (2003). Review of Pennycook's Critical Applied Linguistics. Discourse & Society 14(6): 805–808.
  - Fairclough, Norman, Graham, Phil, Lemke, Jay & Wodak, Ruth (2004). Introduction. Critical Discourse Studies 1(1): 1–7.
  - Fairclough, Norman (2005). Peripheral Vision: Discourse Analysis in Organization Studies: The Case for Critical Realism. Organization Studies (Sage Publications Inc.) 26(6): 915–939.

## Fordítás
- Ez a szócikk részben vagy egészben  a   Norman Fairclough című angol Wikipédia-szócikk ezen változatának fordításán alapul.  Az eredeti cikk szerkesztőit annak laptörténete sorolja fel. Ez a jelzés csupán a megfogalmazás eredetét és a szerzői jogokat jelzi, nem szolgál a cikkben szereplő információk forrásmegjelöléseként.